# Maxwell Henry Gluck
Maxwell Henry Gluck (* 4. November 1899 in Commerce (Texas); † 21. November 1984 in Los Angeles (Kalifornien)) war ein US-amerikanischer Diplomat und Botschafter in Ceylon.

## Leben
Gluck heiratete 1948 Muriel Schlesinger und war ein erfolgreicher Unternehmer im Bereich der Damenoberbekleidung. Er unterstützte die Wahlkämpfe von Dwight D. Eisenhower 1952 und 1956 mit Hunderttausenden US-Dollar. Eisenhower ernannte ihn 1957 zu seinem Botschafter beim Premierminister Ceylons S. W. R. D. Bandaranaike. Die Amtszeit war vom 19. September 1957 bis 2. Oktober 1958. Bei seiner Anhörung im Kongress wusste er den Namen des Premierministers von Ceylon nicht.
1967 wurde er in den Aufsichtsrat der A. S. Beck Shoe Corporation, eines Herstellers von Schuhputzautomaten, bestellt.